# 製パン王 キム・タック
『製パン王 キム・タック』は、韓国・KBSにて2010年6月9日から9月16日の毎週水曜・木曜に21:55から23:15に放送されたテレビドラマ。全30話。

## キャスト

### 主要登場人物
- キム・タック（金卓求）：ユン・シユン （吹替：佐藤拓也）少年期：オ・ジェム（吹替：松田佳祐）

主人公。1965年生まれ。ク・イルチュン会長とク家の使用人のミスン（准看護師の資格も持っている）の子でク家の正式な長男。小学校5年生の時に友達に誘われ青山のコソン食品のパン工場にパンを盗みに行ったことから、父と出会う。母の強い意志でソウルのク家に引き取られたが行方不明になった母を捜すため家を出る。それから12年後の23歳（韓国では数え年を使うため24歳）の時に、母を誘拐した風車の刺青の男がいるという仁川のパルボンベーカリーに現れる。少々喧嘩っ早いが明るく律儀で常に笑顔が絶えない正直で真っ直ぐな好青年であるがゆえ、周囲の人望も厚い。また、学歴は小学校のみ（当時の韓国の義務教育は小学校まで）であるが、父と同様の志と天性の嗅覚の持つ努力家でもある。彼の作るパンは一見地味だが、濃厚で芳ばしく、味に暖かみを感じるようで、特にイルチュンは感激のあまり涙を流した。
- ク・マジュン/ソ・テジョ：チュウォン （吹替：鈴村健一）少年期：シン・ドンウ（吹替：野口響）

ク家の長男として祖母から厳しい英才教育を受けて育つが、実はインスクとハン会長秘書室長の不倫の末出来た子でタックの義弟。孫の扱いがあまりにも異なるタックにコンプレックスを抱いている。日本留学からこっそり帰国し、パルボンベーカリーに偽名を使って雇ってもらう。タックがパルボンベーカリーにいることを父・イルチュンには秘密にしている。タックとは対照的にクールでドライな性格でいつも顔をしかめている。パン作りもかなりのもので見た目も味もこの上ないが、パンに対する愛情がまるで無く、タックに勝つことがすべてで、そのためならどんな手段も選ばないため、パルボン師匠からも「冷たい味」だと言われてしまう。
- シン・ユギョン：ユジン（吹替：うえだ星子） 少女期：チョ・ジョンウン（吹替：山口愛）

タックの幼馴染。ソウルに行ったタックに母親の危機を電報で知らせる。父親の虐待を受け遠い施設に送られたが12年後にタックと再会。奨学金を受けて大学に通う。同じ大学のジャリムとは親友。大学卒業後はコソン食品に就職する。知的でクールな性格であるが、一途で尽くす一面もある。順応性に優れた策略家でもあり、少女時代の頃タックに父殺しを依頼たりインスクに復讐しようすることから、少なからずも心に闇を抱えているため、本人も「あまり良い性格ではない。」と称している。
- ヤン・ミスン：イ・ヨンア（吹替：楠見藍子）

パルボン師匠の孫娘でバルボンベーカリーの紅一点。父と共にパン作りをしているが、本人はパティシエ志望で父に半人前扱いにされている。しかし、祖父の血を強く受け継いでおり、一度口にした味は絶対に忘れないという優れた味覚とパンに関する豊富な知識を持っていることから、父同様（もしくは以上）の実力者であることがうかがえる。明るく活発な性格で気が強く、自分の気持ちを素直に出せない、言わばツンデレ気質で時に大胆な行動も取るが根は優しく面倒見が良くて、繊細で道理にかなった心の持ち主でもある。初めはタックに「チンチクリン」と言われ、互いにイガミ合っていたが、パン職人として成長していくタックに徐々に心惹かれる。
- ク・イルチュン：チョン・グァンリョル（吹替：青山勝）

コソン食品会長でバルボン師匠のかつての弟子。1957年、26歳のときにコソンを設立。インスクとは政略結婚であり、愛情はない。「仕事人間」で家庭を顧みずにひたすら、パン作りに没頭しているが、パン泥棒の罪を許したり、ユギョンを職に復帰させるなど温厚で寛大な性格で、タックの才能にいち早く気づき、ひそかに長男として戸籍に入れようとする。のちに（連れ去られた母を探し出すために）姿を消したタックを探し続けている。
- ソ・インスク：チョン・イナ（吹替：一城みゆ希）

イルチュンの妻、マジュン、ジャギョン、ジャリムの母親。男の子が生まれず姑から執拗な嫌がらせを受けたが、スンジェと不倫の末に出来たマジュンをク家の長男として生む。気品あふれる上流階級の夫人あるがゆえ、身分の低いタックやユギョン嫌っている。高飛車で、思い込みが激しく冷静な判断ができずにパニックに陥りやすく状況が上手く読めないため、いつも事態を悪化させている。
- ハン・スンジェ：チョン・ソンモ（吹替：俵木藤汰）

コソン食品会長秘書室長。インスクの不倫相手。ミスンに危害を加えたり、タックを漁船に売るよう命じた。タックが成人後も姑息な手段を使い幾度も窮地に追い込む。

### その他の登場人物
- キム・ミスン：チョン・ミソン（吹替：佐々木優子）

タックの母。ク家の使用人時代にタックを身ごもるが、インスクから逃れるためク家を去り青山へ。貧しいながらもタックと仲良く暮らしていたが、タックがイルチュンの元へ行くと、風車の男により拉致されてしまう。
- ク・ジャギョン：チェ・ジャヘ （吹替：小橋知子）少女期：ハ・スンニ（吹替：戎怜奈）

ク家の長女。コソン食品で働いているが、女であるため父の後継者になれないことを不満に思っている。
- ク・ジャリム：チェ・ユニョン （吹替：串田えみ）少女期：キム・ソヒョン（吹替：若山詩音）

ク家の次女。大学で学生運動に夢中になり、ユギョンと友人になる。
- ホン女史：チョン・ヘソン（吹替：山崎勢津子）

イルチュンの母。跡継ぎを生めないインスクに辛く当たる。大雨の夜、マジュンの出自を知ってしまい、インスクともみあいになり足を滑らせて転倒。その後病院で死亡する。
- ヤン・インモク：パク・サンミョン（吹替：高岡瓶々）

パルボンベーカリー店長。パルボンの娘婿、ミスンの父。職人気質で厳格でまじめすぎる面もある。特にタックに厳しくするが実力は認めている。
- オ・ヨンジャ：ファン・ミソン（吹替：かんのひとみ）

パルボンの娘、ミスンの母。非常に優しい人物であり、タックに親切に接する。
- オ・パルボン（呉八峰）：チャン・ハンソン （吹替：紺野相龍）

パルボンベーカリーを興した伝説的ブーランジェで製パン業界の実力者。幼少期に命を狙われたタックを助けたことがある。タックの実力を誰よりも認めている。
- チョ・ジング：パク・ソンウン（吹替：青木強）

パルボンベーカリーのパン職人、前科がある。タックが探していた風車の刺青の男。ミスンが崖から転落して行方不明だとタックに教える。その後もタックを助ける。
- コ・ジェボク：パク・ヨンジン（吹替：中尾一貴）

パルボンベーカリーのパン職人。スンジェに買収されてタックに嫌がらせをするが、ジングに見破られる。
- ユン・スンヒョン：キム・ジョンハク （吹替：山口史人）

医師。視力を失ったミスンを助ける。
- パク・チュンベ（朴春培）：チェ・イルファ（吹替：玉野井直樹）

パルボンのかつての仲間。
- 家政婦：チョン・ソンエ（吹替：池亀雅己）

長い間ク家に仕える。
- シン・ユギョンの父：クォン・ヨンウン（吹替：浅見小四郎）

幼いユギョンを虐待していた罪で服役していた。80年代にはコソン食品・青山工場の警備員として雇われていた。
- ヨ・ウンジン：チュ・ウン（吹替：若松紫織）

シン・ユギョンのコソン食品での上司。
- チャ・ジュニョク：イ・ゴン（吹替：鈴木雄二）

キム・タックの秘書。のちにパルボンベーカリーに入る。

## スタッフ
- 演出：イ・ジョンソプ
- 脚本：カン・ウンギョン
- フジテレビ放送版イメージソング：ユン・シユン『ひとつ星』

## 韓国国外での放送

### 日本
日本では、DATVで2010年（平成22年）12月12日毎週日曜15:30から放送され、フジテレビ『韓流α』で2011年（平成23年）7月14日より8月24日まで、テレビ東京『韓流プレミア』でも2015年（平成27年）6月17日より7月28日まで、BSフジで2020年（令和2年）7月6日より8月17日および2021年（令和3年）4月5日より5月14日まで、それぞれ放送された。

## 受賞
- 2010年KBS演技大賞

作家（脚本家）賞：カン・ウンギョン
女性最優秀演技賞：チョン・インファ（インスク役）
男性優秀演技賞：ユン・シユン（タック役）
女性優秀演技賞：ユジン（ユギョン役）
子役演技賞：オ・ジェム（タック子供時代役）
ベストカップル賞：ユン・シユン＆イ・ヨンア（ミスン役）
- 2010年韓国放送作家賞

ドラマ部門：カン・ウンギョン（作家）
- 2010年コリアドラマアワード

作家（脚本家）賞：カン・ウンギョン
男性新人演技賞：ユン・シユン
演出賞：キム・ギュテ
- 2010年大韓民国コンテンツアワード

大統領賞：「製パン王 キム・タック」（サムファネットワークス）
国務総理賞：カン・ウンギョン（作家）